# پواشوو
پواشوو (به لهستانی:  Płaszewo) یک روستا در لهستان است که در گمینا کوبلنگتسا واقع شده‌است.